# Metopa spitzbergensis
Metopa spitzbergensis är en kräftdjursart som beskrevs av Heinrich Wilhelm Eduard van Bruggen 1907. Metopa spitzbergensis ingår i släktet Metopa och familjen Stenothoidae. Inga underarter finns listade i Catalogue of Life.